# カールトン郡

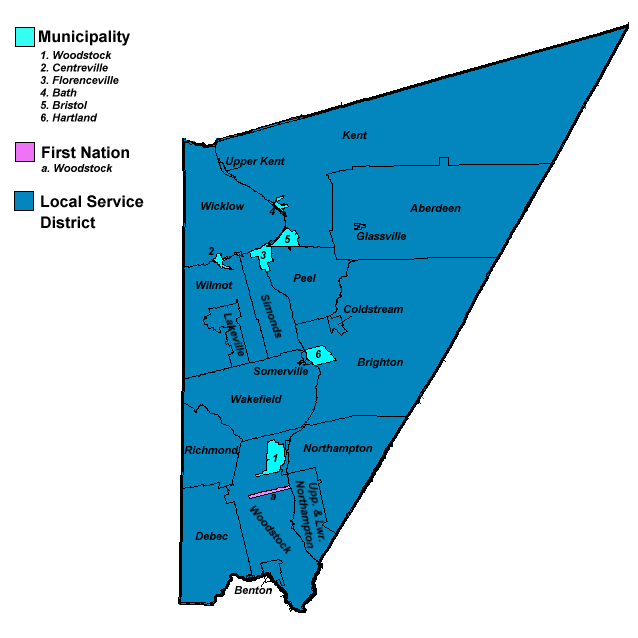
カールトン郡

カールトン郡（カールトンぐん、仏語：Comté de Carleton、英語：Carleton County）は、カナダのニューブランズウィック州西部に位置する郡。西側をアメリカ合衆国メイン州と接する。じゃがいも栽培を主とする農業が主要産業である。ウッドストックが中心的な都市である。ハートランドには世界で一番長い屋根付き橋がある。

## 行政区分
カールトン郡には3町2村がある。また11の小教区に分かれる。

### 主な市町村
- ウッドストック
- ハートランド